# The Heart of the Hills (film 1916)
The Heart of the Hills è un film muto del 1916 diretto da Richard Ridgely. La sceneggiatura si basa su The Girl from the East, romanzo di David Whitelaw di cui non si conosce la data di pubblicazione. Prodotto dalla Edison Company, aveva come interpreti Mabel Trunnelle, Conway Tearle, Bigelow Cooper, Raymond McKee.

## Trama
Hester, che era stata rapita da bambina dai ribelli indiani, viene mandata in Inghilterra per riprendere il rubino sacro rubato da suo padre, Sir Christopher Madgwick. Ma, giunta in patria, la giovane si innamora ben presto di Redgell, l'amministratore della tenuta, e, per lui, tradisce la sua missione. Quando Sir Christopher muore, suo figlio Eric cerca in ogni dove il rubino, tanto da aprire persino la bara del padre. Scopre così che il morto è stato avvelenato e non ha dubbi che la colpevole sia Hester, che accusa del delitto. Uno dei domestici però discolpa la ragazza, raccontando della paura ossessiva di Sir Christopher di poter essere sepolto vivo, terrore che lo aveva spinto a lasciare disposizioni di lasciare nella bara una fiala di veleno. Scotland Yard arresta gli indiani che hanno seguito Hester in Inghilterra, lasciandola finalmente libera di poter amare Redgell.

## Produzione
Il film, girato con il titolo di lavorazione Girl from the East (dal titolo originale del romanzo), fu prodotto dalla Edison Company.

## Distribuzione
Il copyright del film, richiesto dalla Thomas A. Edison, Inc., fu registrato il 29 settembre 1916 con il numero LP9233.

Distribuito dalla K-E-S-E Service, il film  uscì nelle sale cinematografiche statunitensi il 30 ottobre 1916.

### Conservazione
Copia completa della pellicola si trova conservata negli archivi della Library of Congress di Washington.